# Trogulus lusitanicus
Espèce
Trogulus lusitanicus est une espèce d'opilions dyspnois de la famille des Trogulidae.

## Distribution
Cette espèce se rencontre au Portugal, en Espagne en Galice, au Pays valencien, en Andalousie et à Ceuta, à Gibraltar et au Maroc vers Tanger.

## Description
L'holotype mesure 12 mm.
Les mâles mesurent de 9,3 à 11,0 mm et les femelles de 10,5 à 12,5 mm.

## Systématique et taxinomie
Cette espèce a été décrite par Giltay en 1932.

## Étymologie
Son nom d'espèce lui a été donné en référence au lieu de sa découverte, la Lusitanie.

## Publication originale
- Giltay, 1932 : « Note sur une espèce nouvelle de Trogulus du Portugal. » Bulletin du Musée Royal d'Histoire Naturelle de Belgique, vol. 7, no 27, p. 1–2.